# Andrew Valmon
Andrew Orlando Valmon (* 1. Januar 1965 in Toms River, New Jersey) ist ein US-amerikanischer Sprinter, der in den späten 1980er- und frühen 1990er-Jahren im 400-Meter-Lauf erfolgreich war.
Erstmals in Erscheinung trat er 1984, als er panamerikanischer Vizejugendmeister wurde. Seine größten Erfolge erzielte er dann in der 4-mal-400-Meter-Staffel als Mitglied der US-Stafette.
1991 bei den Weltmeisterschaften in Tokio reichte es in der Besetzung Valmon, Watts, Danny Everett und Antonio Pettigrew trotz hervorragender 2:57,57 min nur zu Silber: Das britische Team war vier Hundertstelsekunden schneller. Auch in der Einzelkonkurrenz erreichte Valmon das Finale und platzierte sich in 45,09 s als Fünfter.
Ein Jahr später gewann das US-Team bei den Olympischen Spielen in Barcelona Gold in der Besetzung Valmon, Quincy Watts, Michael Johnson und Steve Lewis in 2:55,74 min vor Kuba (2:59,51 min) und dem Vereinigten Königreich (2:59,73 min).
Eine weitere Goldmedaille gab es für die US-Mannschaft bei den Weltmeisterschaften 1993 in Stuttgart in der heute (Stand: 18. Juli 2024) noch geltenden Weltrekordzeit von 2:54,29 min vor Kenia (2:59,8 min) und Deutschland (3:00,0 min). Das Team lief in der gleichen Besetzung wie 1992 bis auf Steve Lewis, der durch Harry Reynolds ersetzt worden war. Valmon war erneut Startläufer.
Als Einzelläufer war Valmon 1991 beim IAAF Grand Prix Final in Barcelona erfolgreich, wo er in 45,39 s Zweiter hinter dem Briten Roger Black wurde. In der Gesamtwertung kam er mit 48 Punkten auf Platz zwei hinter Roger Black mit 51 Punkten. Bei den Goodwill Games 1990 in Seattle wurde er in 45,46 s Dritter hinter dem Kubaner Roberto Hernández und seinem Landsmann Danny Everett.
Bei den amerikanischen Landesmeisterschaften erreichte er viermal den Endlauf, mit einem zweiten Rang 1991 als bester Platzierung.
Nach Beendigung seiner aktiven Laufbahn wurde Valmon Trainer. Gegenwärtig ist er an der University of Maryland tätig. Als Mitglied des Athletes Advisory Committee von USA Track & Field gründete er das Avenue Programm, dessen Ziel darin besteht, sozial gefährdete Jugendliche mit erfolgreichen Sportlern in Kontakt zu bringen und ihnen so nachahmenswerte Vorbilder zu geben. Für seine Leistungen als Trainer wurde er mehrfach ausgezeichnet, u. a. mit dem President’s Award (2002).
Andrew Valmon ist seit 1996 mit der Mittelstreckenläuferin Meredith Rainey-Valmon verheiratet.

## Persönliche Bestzeiten
- 400 m: 44,28 s, 19. Juni 1993, Eugene
  - Halle: 45,97 s, 10. Februar 1991, Boston